# 龜首岩頭長頜魚
龜首岩頭長頜魚，為輻鰭魚綱骨舌魚目象鼻魚科的其中一種，分布於非洲納米比亞Cunene河流域，體長可達10.9公分，棲息在底層水域，生活習性不明。